# Albert Niemann (médico)
Albert Niemann (Berlim, 23 de fevereiro de 1880 - Berlim, 22 de março de 1921) foi um médico alemão.
A doença de Niemann-Pick recebeu esse nome devido a sua descoberta estar baseada em suas pesquisas e na de Ludwig Pick.